# Edaphosauridae
Edaphosauridae é uma família de eupelicossauros herbívoros extinta dos períodos Carbonífero Superior e Permiano Inferior. Seus restos fósseis são encontrados na América do Norte e na Europa.

## Gêneros
- Edaphosaurus Cope, 1882
- Ianthasaurus Reisz & Berman 1986
- Glaucosaurus Williston 1915